# Họ Cá mập mắt trắng
Carcharhinidae (Cá mập mắt trắng) là một họ cá mập trong bộ cá mập mắt trắng, như cá mập hổ, cá mập xanh, cá mập bò và cá mập sữa.
Các thành viên họ này có những đặc điểm của bộ Cá mập mắt trắng. Đôi mắt tròn, và các vây ngực hoàn toàn nằm sau năm khe mang. Phần lớn các loài là linh hoạt, con non được sinh ra phát triển đầy đủ. Chúng khác nhau về kích thước, từ ít nhất là chiều dài 69 cm (2,26 ft) của Rhizoprionodon taylori, lên đến 5,5 mét (18 ft) chiều dài của cá mập hổ.

## Phân loại
- Phân họ Galeocerdinae

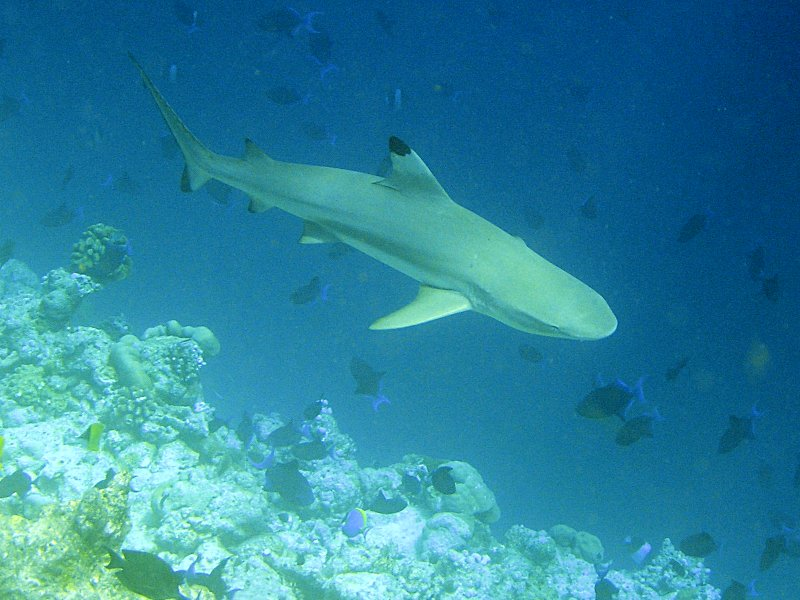
Carcharhinus melanopterus

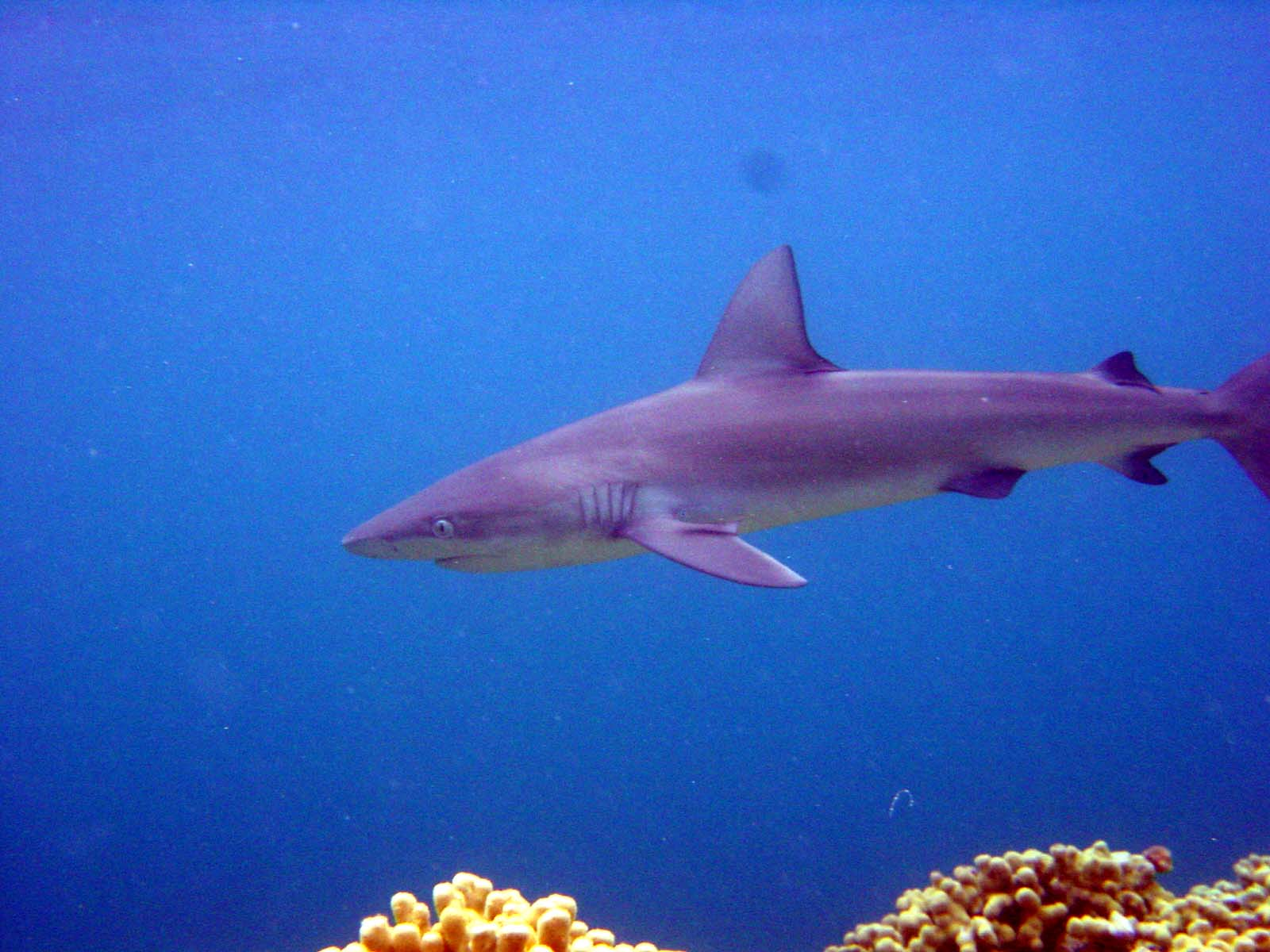
Cá mập Galapagos, Carcharhinus galapagensis

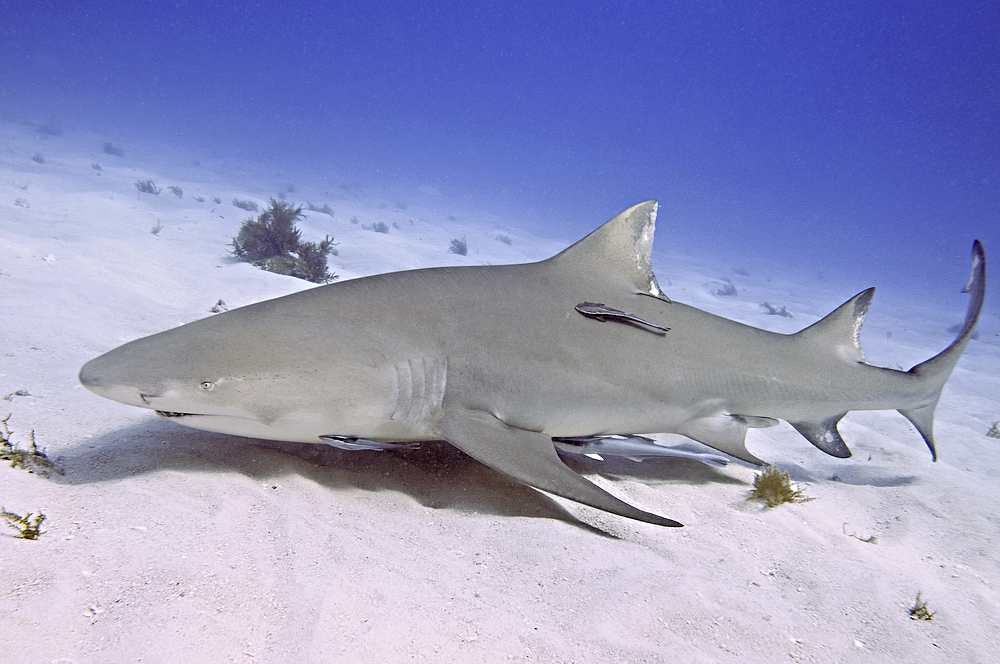
Cá mập chanh, Negaprion brevirostris, Bahamas

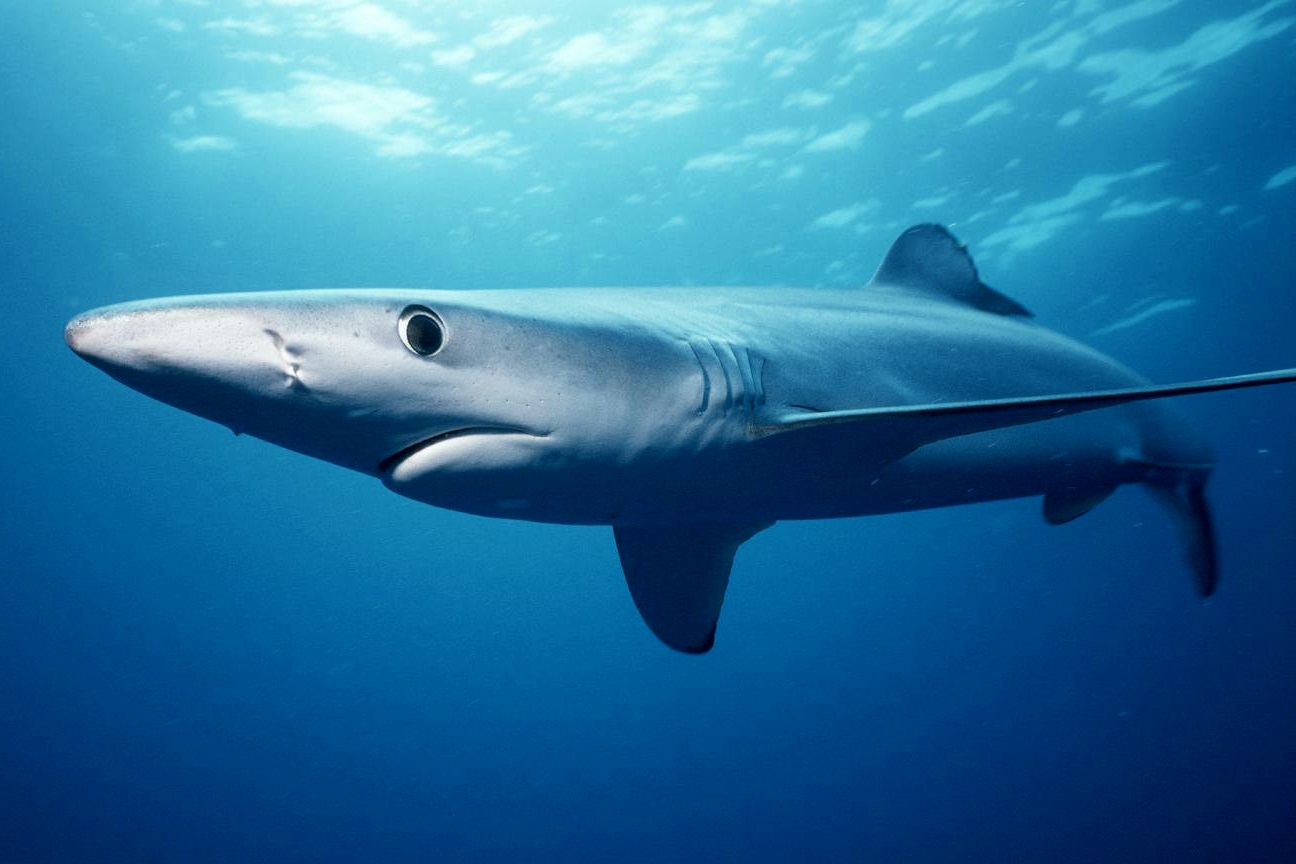
Cá mập xanh, Prionace glauca

  - Chi Galeocerdo J. P. Müller & Henle, 1837
    - Galeocerdo cuvier (Péron & Lesueur, 1822)
- Phân họ Scoliodontinae
  - Chi Scoliodon J. P. Müller & Henle, 1838
    - Scoliodon laticaudus J. P. Müller & Henle, 1838
    - Scoliodon macrorhynchos (Bleeker, 1852)
- Phân họ Carcharhininae
  - Tông Carcharhinini
    - Chi Carcharhinus Blainville, 1816
      - Carcharhinus acronotus (Poey, 1860)
      - Carcharhinus albimarginatus (Rüppell, 1837)
      - Carcharhinus altimus (S. Springer, 1950)
      - Carcharhinus amblyrhynchoides (Whitley, 1934)
      - Carcharhinus amblyrhynchos (Bleeker, 1856)
      - Carcharhinus amboinensis (J. P. Müller & Henle, 1839)
      - Carcharhinus borneensis (Bleeker, 1858)
      - Carcharhinus brachyurus (Günther, 1870)
      - Carcharhinus brevipinna (J. P. Müller & Henle, 1839)
      - Carcharhinus cautus (Whitley, 1945)
      - Carcharhinus dussumieri (J. P. Müller & Henle, 1839): Cá mập đúc xu, cá mập trắng [2]
      - Carcharhinus falciformis (J. P. Müller & Henle, 1839)
      - Carcharhinus fitzroyensis (Whitley, 1943)
      - Carcharhinus galapagensis (Snodgrass & Heller, 1905)
      - Carcharhinus hemiodon (Valenciennes in J. P. Müller & Henle, 1839)
      - Carcharhinus isodon (J. P. Müller & Henle, 1839)
      - Carcharhinus leiodon Garrick, 1985
      - Carcharhinus leucas (J. P. Müller & Henle, 1839)
      - Carcharhinus limbatus (J. P. Müller & Henle, 1839)
      - Carcharhinus longimanus (Poey, 1861)
      - Carcharhinus macloti (J. P. Müller & Henle, 1839)
      - Carcharhinus macrops J. X. Liu, 1983
      - Carcharhinus melanopterus (Quoy & Gaimard, 1824)
      - Carcharhinus obscurus (Lesueur, 1818)
      - Carcharhinus perezii (Poey, 1876)
      - Carcharhinus plumbeus (Nardo, 1827)
      - Carcharhinus porosus (Ranzani, 1839)
      - Carcharhinus sealei (Pietschmann, 1913)
      - Carcharhinus signatus (Poey, 1868)
      - Carcharhinus sorrah (J. P. Müller & Henle, 1839): Cá mập miệng rộng, cá nhám[2]
      - Carcharhinus tilstoni (Whitley, 1950)
      - Carcharhinus sp.

    - Chi Glyphis Agassiz, 1843
      - Glyphis fowlerae Compagno, W. T. White & Cavanagh, 2010
      - Glyphis gangeticus (J. P. Müller & Henle, 1839)
      - Glyphis garricki Compagno, W. T. White & Last, 2008
      - Glyphis glyphis (J. P. Müller & Henle, 1839)
      - Glyphis siamensis (Steindachner, 1896)
      - Glyphis sp.

    - Chi Lamiopsis Gill, 1862
      - Lamiopsis temminckii (J. P. Müller & Henle, 1839)
      - Lamiopsis tephrodes (Fowler, 1905) (Borneo broadfin shark)

    - Chi Nasolamia Compagno & Garrick, 1983
      - Nasolamia velox (Gilbert, 1898)

    - Chi Negaprion Whitley, 1940
      - Negaprion acutidens (Rüppell, 1837)
      - Negaprion brevirostris (Poey, 1868)
      - †Negaprion euybathrodon (Blake,1862)

    - Chi Prionace Cantor, 1849
      - Prionace glauca (Linnaeus, 1758): Cá mập xanh

  - Tông Rhizoprionodontini
    - Chi Rhizoprionodon Whitley, 1929
      - Rhizoprionodon acutus (Rüppell, 1837)
      - Rhizoprionodon lalandii (J. P. Müller & Henle, 1839)
      - Rhizoprionodon longurio (D. S. Jordan & Gilbert, 1882)
      - Rhizoprionodon oligolinx V. G. Springer, 1964
      - Rhizoprionodon porosus (Poey, 1861)
      - Rhizoprionodon taylori (Ogilby, 1915)
      - Rhizoprionodon terraenovae (J. Richardson, 1836)

    - Chi Loxodon J. P. Müller & Henle, 1838
      - Loxodon macrorhinus (J. P. Müller & Henle, 1839)

  - Tông Isogomphodontini
    - Chi Isogomphodon (Gill, 1862)
      - Isogomphodon oxyrhynchus (J. P. Müller & Henle, 1839)

  - Tông Triaenodontini
    - Chi Triaenodon J. P. Müller & Henle, 1837
      - Triaenodon obesus (Rüppell, 1837)